# 何濟公
何濟公於1938年在廣州創立，原名何濟公藥行，創始人爲何福慶，其有意效法濟公普濟眾生而命名。由該廠生產的解熱止痛散暢銷至今。「何濟公，止痛唔使五分鐘」這句廣告詞在中華民國年間風行廣州的大街小巷。
現時，港澳台及海外商標由香港何濟公藥廠擁有，中國大陸商標被當局接管後由廣藥集團旗下子公司廣州白雲山製藥股份有限公司白雲山何濟公製藥廠擁有。

## 歷史

### 創始人

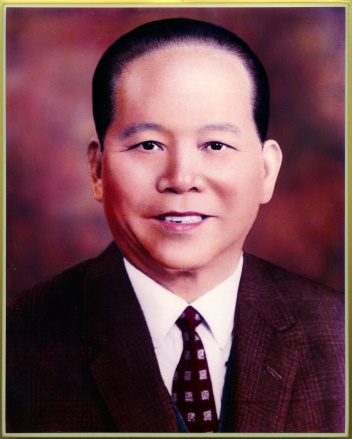
創始人何福慶（Ho Fook Hing）

何濟公創始人爲何福慶（字善緣），出生於清宣统元年（1909年），是農家子弟，祖居廣東南海恩洲王聖堂村，現址是廣州市越秀區廣源路王聖堂，家中排行第八。何福慶少時在本村讀了八年私塾，1920年代未到漢口華安公司當後生。其後，與人合股在漢口民生路開辦廣東藥行，以此起家並漸有積蓄。28歲與侯可寶（文貞）成婚。

### 創業和經營[2]
1938年在廣州河南鶴洲直街積善里，開辦何濟公藥行。廣州淪陷後，遷往上海市康定路88弄11號，經營至1945年結束。同時於1942年在廣州龍津東路洞神坊66號2樓設藥行，並在清遠合辦維大藥房。
抗戰時期曾在粵北、粵東一帶旅行製售止痛散。抗戰勝利後，因生產漸有發展，將廠址遷往洞神坊45號。1950年將何濟公藥行改名為中國（廣州）何濟公藥廠。1953年因添置廠房，廠址從洞神坊遷至下九路53號，並引進16沖壓片機等新設備，擴大生產。
廣州何濟公製藥廠前後經歷了四次重大合併、五次改名、十次廠址搬遷，共由37間廠、社合併而成。
- 1956年2月1日，實行“公私合營”，改名為公私合營何濟公製藥廠。同年5月1日與宇宙、惠民、荷蘭、百靈、鳳凰草和三聯等13間私營成藥廠、社合併，再次改名為公私合營何濟公聯合製藥廠，廠址曾遷往上九路69號，又回遷過下九路53號，之後，又遷往下九路121號。
- 1961年9月，靈芝製藥廠和普濟聯合製藥廠併入。
- 1964年6月，改名為公私合營向群製藥廠。
- 1965年6月，仁人聯合製藥廠和利農製藥廠併入。
- 1966年5月，廠址遷往人民南路96號。
- 1969年1月，改名為廣州第六製藥廠。
- 1970年，廠址遷往十八甫路87號。
- 1980年12月7日，復名為廣州何濟公製藥廠。
- 1985年4月1日，與廣州第八製藥廠合併，仍名廣州何濟公製藥廠，廠址再遷往荔灣路49號。

### 產品
何福慶於1936年研製“滅痛星”，1946年改名為“止痛散”，1954年經廣州市衛生局批准定名為“止痛退熱散”，1965年由國家衛生部改名為“解熱止痛散”，其主要成分为阿司匹林、对乙酰氨基酚和咖啡因。
“解熱止痛散”在解放前行銷於廣東、廣西、湖南、湖北、江西、福建、江蘇，安徽、河南，河北、四川、陝西、雲南、貴州、台灣等省市和東南亞一帶；解放後仍然暢銷於中國西南、中南、華東地區，長江南北一帶。在1980年代的散劑最高產量近10億包，1988年銷售收入2,000多萬元、創利稅700多萬元，已被載入《廣州醫藥》史冊。

### 香港何濟公藥廠
香港何濟公藥廠有限公司的前身何濟公藥廠於1938年由創辦人何福慶（亦即何濟公）先生在中國創辦成立並於1949年遷至香港， 命名為香港何濟公藥廠， 繼續生產包括止痛藥在內之多種「何濟公」品牌成藥， 並大力開展東南亞及全世界業務，產品行銷世界各地。
2016年12月 香港雅各臣科研製藥（02633.HK）公布，以總代價5.68億元收購傳統品牌「何濟公」旗下品牌藥品的製造商。目標集團以何濟公專營權於非處方市場提供多種品牌藥品，產品包括何濟公止痛退熱散及何濟公止痛退熱片。

### 英文名稱
何濟公在香港和海外的英文名稱是始創時傳統的粵語郵政式拼音。而廣藥何濟公在1949年後被改成漢語拼音，與很多國有企業的做法相同，至今未見恢復。

## 外部連結
- 香港何濟公藥廠 （页面存档备份，存于）
- 广州白云山制药股份有限公司白云山何济公制药厂 （页面存档备份，存于）
- 广州名片·老字号系列 第065期 何济公 制药必怀慈悲怜悯之心 （页面存档备份，存于）